# Yaniv
Yaniv (ucraniano: Янів; russo: Янов - Yanov) foi uma vila localizada no Oblast de Kiev, ao sul de Pripyat e ao oeste da Usina Nuclear de Chernobil. Atualmente está presente na Zona de exclusão de Chernobil.
A vila foi abandonada após o acidente nuclear de Chernobil em 1986, e teve seus edifícios destruídos e enterrados em 1987.